# Antenna elicoidale

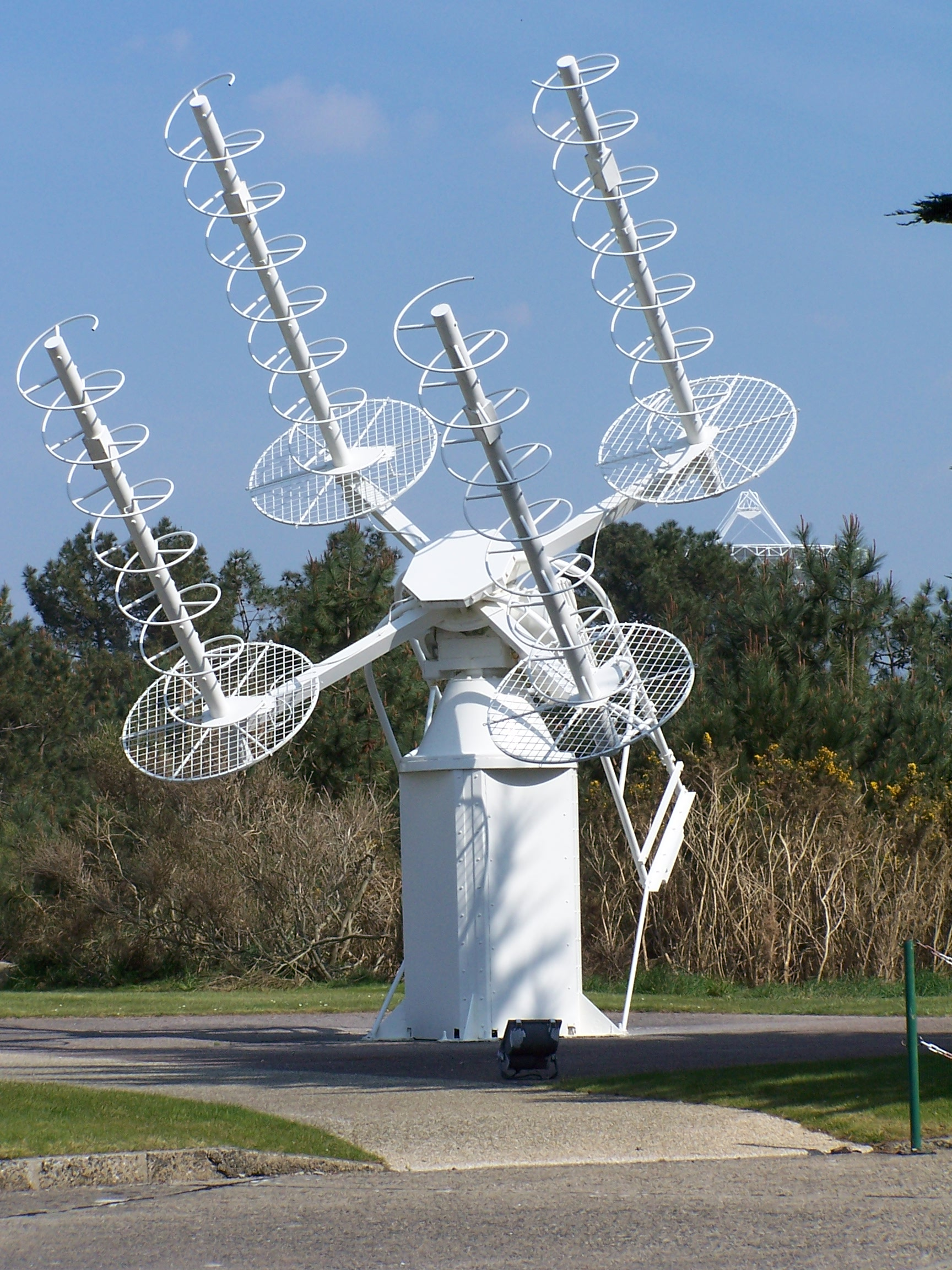
Schiera di quattro antenne elicoidali a modo coassiale usata come antenna per tracciamento e acquisizione satellitare, presso il Centro di Telecomunicazioni Satellitari di Pleumeur-Bodou, Francia

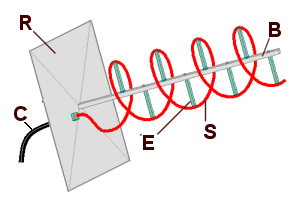
Antenna elicoidale:

Un'antenna elicoidale è un'antenna costituita da uno o più fili conduttori avvolti nella forma di un'elica.
Un'antenna elicoidale costituita da un filo a elica, il tipo più comune, è chiamata monofilare, mentre antenne con due o quattro fili in un'elica sono chiamate bifilari, o quadrifilari, rispettivamente.
Nella maggior parte dei casi, le antenne elicoidali direzionali vengono montate su un piano di massa, mentre i modelli omnidirezionali potrebbero non esserlo. La linea di alimentazione viene connessa tra la parte inferiore dell'elica e il piano di massa.  Le antenne elicoidali possono operare in uno di due modi principali: normale o assiale.
Nel modo normale e si parla di antenna elicoidale broadside, il diametro ed il passo dell'antenna sono piccoli rispetto alla lunghezza d'onda. L'antenna agisce in modo simile a un dipolo o a un monopolo corto, equivalente a un'antenna verticale a un quarto d'onda e il diagramma di radiazione, come per queste antenne è omnidirezionale, con radiazione massima perpendicolare all'asse dell'elica. Per le progettazioni monofilari la radiazione è polarizzata linearmente in direzione parallela all'asse dell'elica. Queste sono usate come antenne compatte per palmari portatili e per il montaggio di ricetrasmettitori su veicoli mobili e, in scala più ampia, come antenne televisive UHF. Nelle implementazioni bifilari o quadrifilari, è possibile ottenere radiazione broadside polarizzata circolarmente.
Nel modo assiale e si parla di antenna elicoidale end fire, il diametro ed il passo dell'elica sono confrontabili con la lunghezza d'onda. L'antenna funziona come un'antenna direzionale che irradia un fascio dalle estremità dell'elica, lungo l'asse dell'antenna. Essa irradia onde radio polarizzata circolarmente. Queste antenne sono usate per le comunicazioni satellitari. Il funzionamento in modalità assiale fu scoperto dal fisico John D. Kraus

## Antenna elicoidale in modo normale

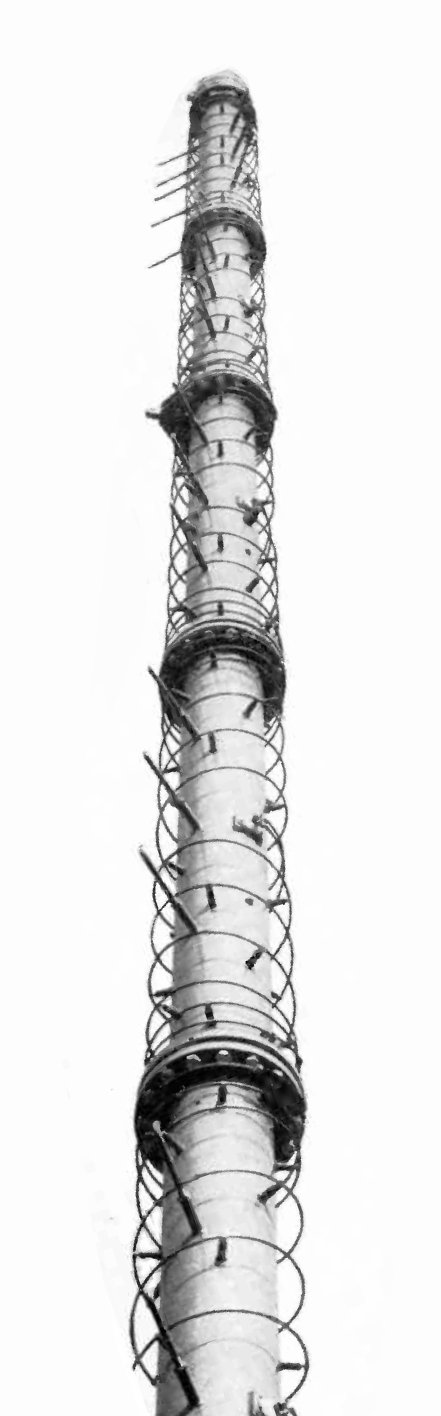
Antenna di trasmissione TV elicoidale UHF in modo normale TV, 1954

Se la circonferenza dell'elica è significativamente inferiore alla lunghezza d'onda e il suo passo (la distanza assiale tra avvolgimenti successivi) è notevolmente minore rispetto a un quarto di lunghezza d'onda, l'antenna è detta elica in modo normale. L'antenna si comporta in modo simile a un'antenna a monopolo, con un diagramma di radiazione omnidirezionale, irradiando uguale potenza in tutte le direzioni perpendicolari all'asse dell'antenna. Tuttavia, a causa dell'induttanza aggiuntiva dovuta alla forma elicoidale, l'antenna si comporta come un monopolo caricato induttivamente; alla sua frequenza di risonanza è più corta rispetto a un quarto di lunghezza d'onda. Pertanto, le eliche in modo normale possono essere utilizzate come monopoli elettricamente corti, un'alternativa alle antenne a stilo caricate al centro o alla base, nelle applicazioni in cui un monopolo a un quarto d'onda di dimensioni standard sarebbe troppo grande. Come per altre altenne elettricamente corte, il guadagno, e quindi il raggio di comunicazione, dell'elica sarà inferiore a quello di un'antenna di dimensioni standard. Le loro dimensioni compatte rendono le antenne elicoidali utili come antenne per le apparecchiature di comunicazione mobili e portatili nelle bande HF, VHF e UHF.

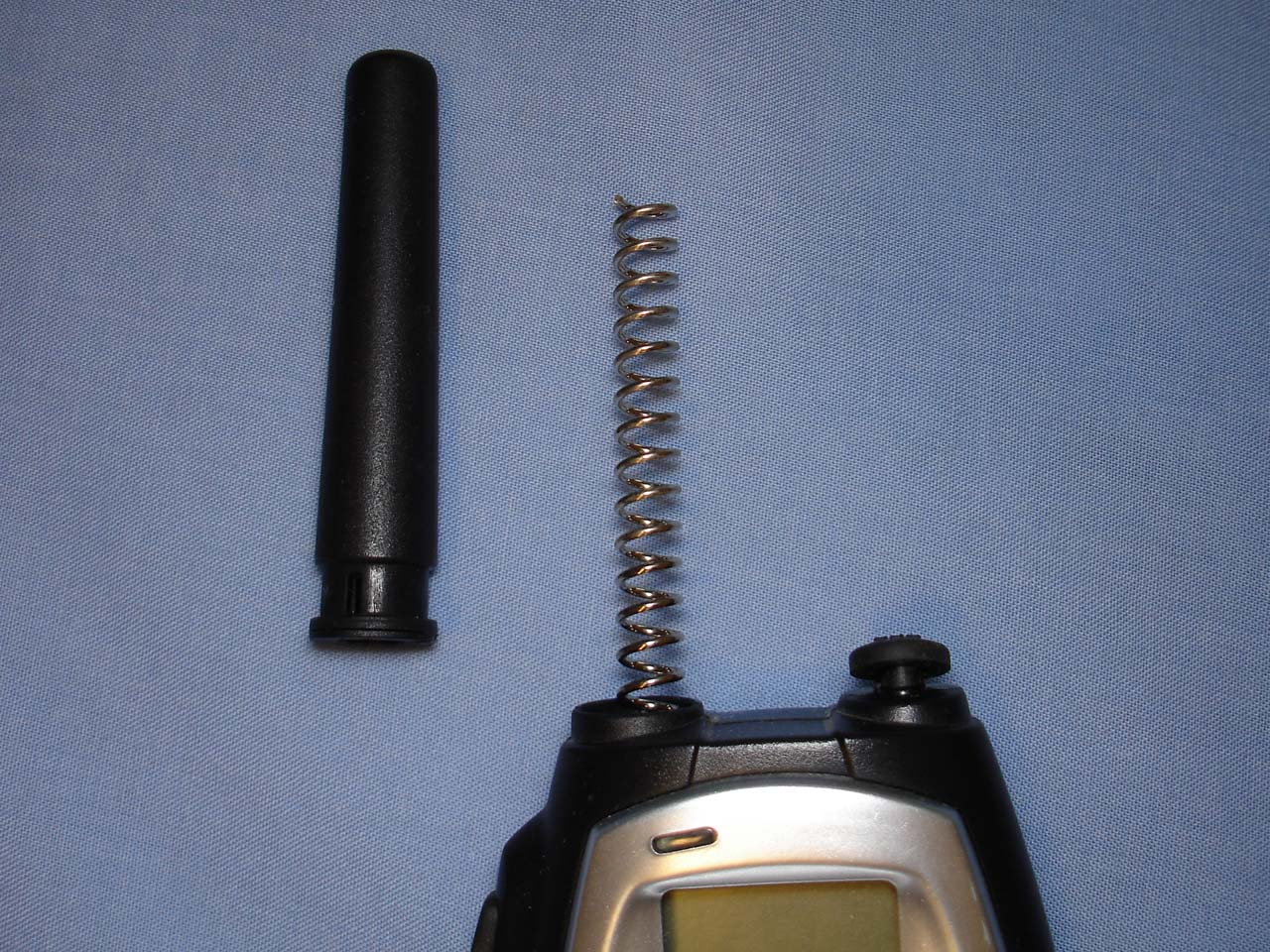
Una forma comune di antenna elicoidale in modo normale è la "rubber ducky antenna" utilizzata nelle radio portatili.

Il carico fornito dall'elica consente all'antenna di essere fisicamente più corta della sua lunghezza elettrica di un quarto di lunghezza d'onda. Ciò significa che, per esempio, un'antenna a un quarto d'onda a 27 MHz ha una lunghezza di 2,7 m ed è fisicamente abbastanza inadatta per applicazioni mobili. Le dimensioni ridotte di un'antenna elicoidale permettono lo stesso diagramma di radiazione con dimensioni fisiche molto più compatte con solo una leggera riduzione delle prestazioni del segnale.
Un effetto dell'utilizzo di un conduttore elicoidale piuttosto che uno rettilineo è che l'adattamento di impedenza cambia dai 50 Ω nominali a un valore compreso tra 25 e 35 Ω di impedenza alla base. Ciò non sembra avere effetti negativi per il funzionamento o l'adattamento con una normale linea di trasmissione da 50 Ω, a condizione che la linea di alimentazione che dà la connessione sia elettricamente equivalente a mezza lunghezza d'onda alla frequenza di lavoro.

### Antenne elicoidali mobili HF
Un altro esempio di tipo di antenna elicoidale utilizzato nelle comunicazioni mobili è il tipo spaced constant turn (spaziatura a giro costante) nella quale uno o più avvolgimenti lineari diversi sono avvolti su un unico sostegno e distanziati in modo da fornire un efficiente bilanciamento tra capacità e induttanza per gli elementi radianti a una particolare frequenza di risonanza. Molti esempi di questo tipo sono stati ampiamente utilizzati per la banda cittadina a 27 MHz con un'ampia varietà di modelli originari degli Stati Uniti e dell'Australia alla fine degli anni '60. Ad oggi sono stati prodotti in serie molti milioni di queste ’antenne elicoidali’ principalmente per l'uso su veicoli mobili e hanno raggiunto il picco di produzione durante il boom delle radio CB tra gli anni '70 e la fine degli anni '80 e sono state utilizzate in tutto il mondo. Le versioni multi-frequenza con punti di connessione manuale sono diventate il cardine per le comunicazioni HF multi-banda in modulazione a banda laterale singola (SSB) con copertura in frequenza su tutto lo spettro HF da 1 MHz a 30 MHz con un numero di punti di connessione dedicati a diverse frequenze compreso tra 2 e 6, sintonizzati su frequenze dedicate e assegnate nelle bande mobili terrestri, navali e aeronautiche. Recentemente queste antenne sono state sostituite da dispositivi di adattamento delle antenne sintonizzati elettronicamente. La maggior parte degli esempi era ottenuta avvolgendo fili di rame utilizzando un'asta in vetroresina come sostegno. Il radiatore, solitamente flessibile o rigato, veniva poi coperto con un film termoretraibile in PVC o poliolefina che forniva una copertura impermeabile resistente e robusta per l'antenna mobile, una volta completata. L'asta in vetroresina solitamente veniva poi incollata e/o spillata a un raccordo in ottone e montata a vite su una base isolata fissata al tetto di un veicolo, o fissata alla protezione o al supporto del paraurti. Questo montaggio forniva un piano di massa o un piano riflettore (fornito dal veicolo) per un efficace diagramma di radiazione verticale.
Questi modelli popolari sono ancora di uso comune a partire dal 2018 e il modello constant turn che ha avuto origine in Australia è stato universalmente adattato per le antenne riceventi FM standard per molti veicoli a motore prodotti in fabbrica ed anche come modello base esistente per le antenne elicoidali mobili HF e VHF di ricambio.  Un altro uso comune per le eliche broadside si ha nelle cosiddette rubber ducky antenna che si trovano sulla maggior parte delle radio VHF e UHF portatili e che utilizzano un conduttore in acciaio o rame come elemento radiante e di solito terminano con un connettore BNC/TNC o con un connettore a vite per una rapida rimozione.

### Antenne di trasmissione elicoidali
Vengono utilizzate specifiche antenne elicoidali in modo normale come antenne trasmittenti per stazioni radiofoniche FM e televisive sulle bande VHF e UHF.

## Antenna elicoidale in modo assiale

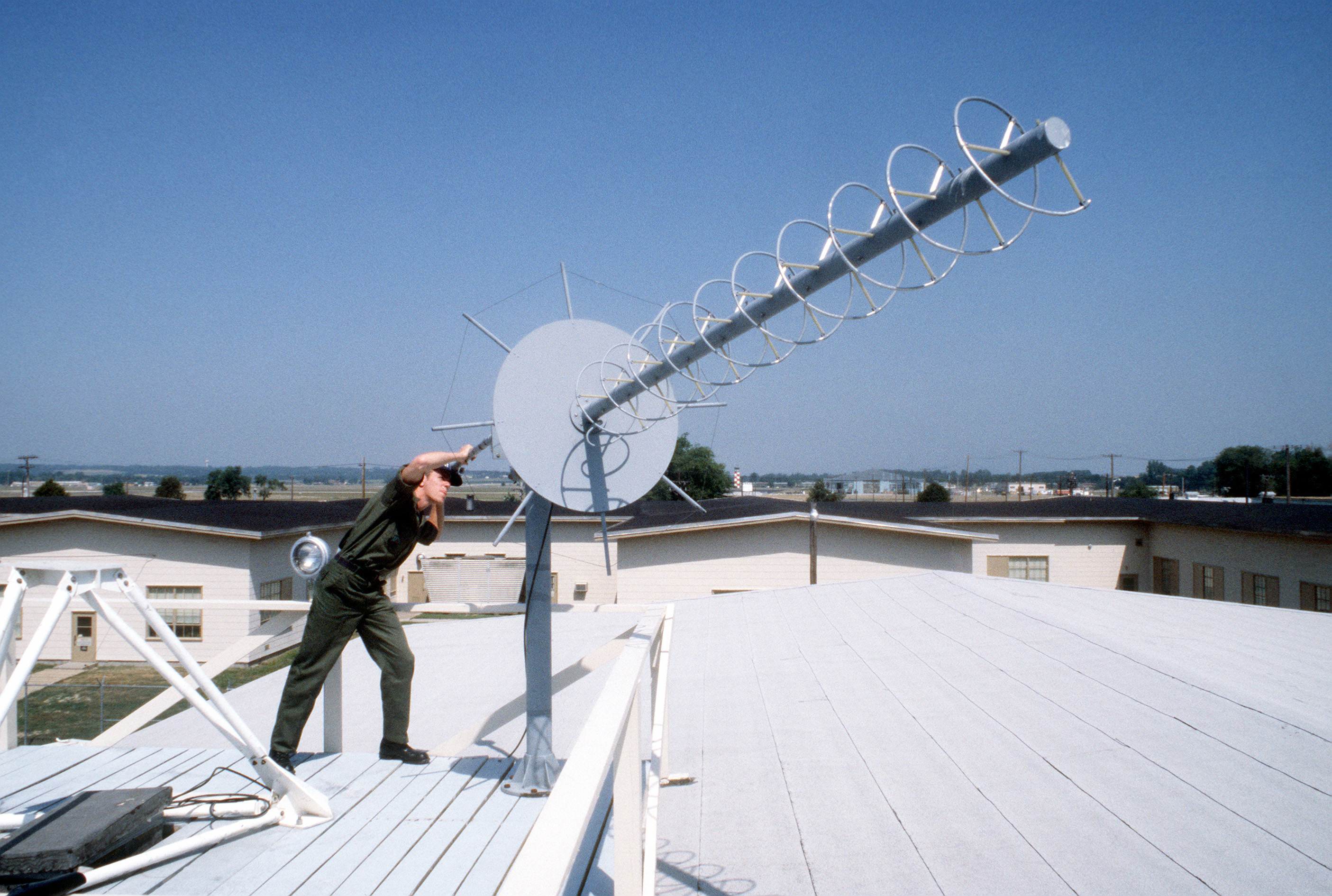
Antenna di comunicazione satellitare elicoidale end fire, base Scott Air Force, Illinois, USA. I sistemi di comunicazione satellitare utilizzano spesso onde radio polarizzate circolarmente, poiché l'antenna satellitare può essere orientata con qualsiasi angolo nello spazio senza influire sulla trasmissione e le antenne elicoidali in modo assiale (end fire) sono spesso usate come antenna di terra.

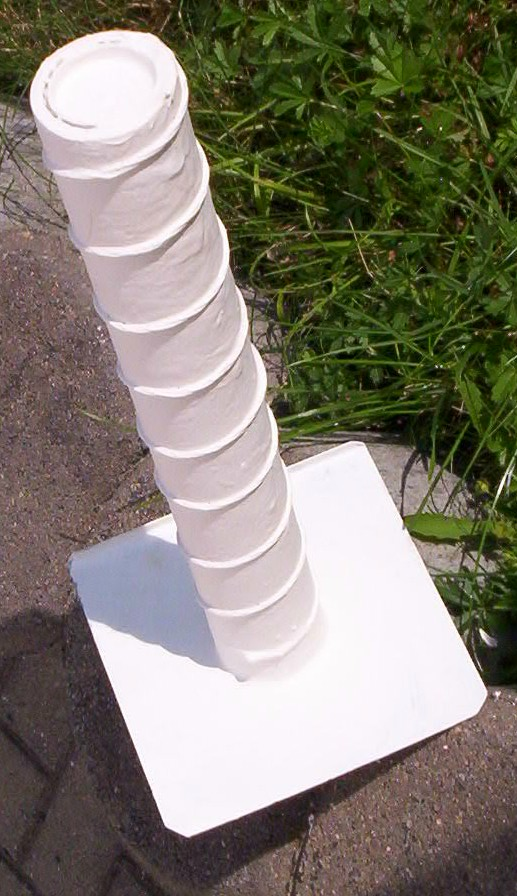
Antenna elicoidale in modo normale per comunicazioni LAN wireless, con frequenza di lavoro di circa 2.4 GHz

Quando la circonferenza dell'elica è vicina alla lunghezza d'onda di funzionamento, l'antenna opera in modo assiale. Questa è un'antenna in modo traveling wave (onda progressiva) non risonante, nella quale, invece di avere onde stazionarie, le onde di corrente e di tensione si propagano in una direzione, sull'elica. Invece di irradiare onde polarizzate linearmente normali all'asse dell'antenna, essa irradia un fascio di onde radio con polarizzazione circolare lungo l'asse, oltre le estremità dell'antenna. I lobi principali del diagramma di radiazione si trovano lungo l'asse dell'elica, oltre entrambe le estremità. Poiché per un'antenna direttiva è richiesto che essa irradi solo in una direzione, l'altra estremità dell'elica viene terminata con una lamina metallica piana o con uno schermo riflettore, per riflettere le onde in avanti.
Nelle trasmissioni radio, viene usata spesso la polarizzazione circolare quando l'orientamento relativo delle antenne trasmittenti e riceventi non può essere facilmente controllato, come nel caso del tracciamento degli animali e nelle comunicazioni dei veicoli spaziali, o quando la polarizzazione del segnale può cambiare, pertanto, le antenne elicoidali end fire vengono usate frequentemente per queste applicazioni. Poiché le grandi eliche sono difficili da costruire e ingombranti da manovrare per il puntamento, questi modelli sono comunemente impiegati solo alle frequenze più elevate, che vanno dalle VHF fino alle microonde.
L'elica dell'antenna può avvolgersi in due possibili direzioni: destrorsa o sinistrorsa; nel primo caso ha la stessa forma di un comune cavatappi. La schiera a 4 eliche nella prima illustrazione utilizza eliche sinistrorse, mentre tutte le altre illustrazioni mostrano eliche destrorse. In un'antenna elicoidale in modo assiale la direzione degli avvolgimenti dell'elica determina la polarizzazione delle onde emesse. Per descrivere onde con polarizzazione circolare sono in uso due convenzioni mutuamente incompatibili, per cui la relazione tra il senso di avvolgimento (sinistrorso o destrorso) di un'antenna elicoidale e il tipo di radiazione polarizzata circolarmente che essa emette viene spesso descritta in modi che sembrano essere ambigui. Tuttavia, Kraus (l'inventore dell'antenna elicoidale) dichiara: "L'elica sinistrorsa risponde alla polarizzazione circolare sinistrorsa e l'elica destrorsa alla polarizzazione circolare detrorsa (definizione IEEE)". La IEEE definisce il senso della polarizzazione così: "il senso della polarizzazione, o il senso di avvolgimento ... è chiamato destrorso (sinistrorso) se il senso di rotazione è orario (anti-orario) per un osservatore che guardi nella direzione di propagazione" Dunque, un'elica destrorsa irradia onde che sono destrorse, con il vettore campo elettrico che ruota in senso orario guardando nella direzione di propagazione.
Le antenne elicoidali possono ricevere segnali con ogni tipo di polarizzazione lineare, come la polarizzazione orizzontale o verticale, ma quando ricevono segnali polarizzati circolarmente il senso di avvolgimento dell'antenna ricevente deve essere lo stesso di quello dell'antenna trasmittente; le antenne polarizzate in senso sinistrorso soffrono di notevoli perdite di guadagno quando ricevono segnali polarizzati circolarmente in senso destrorso e vice versa.
Le dimensioni dell'elica sono determinate dalla lunghezza d'onda λ delle onde radio utilizzate, la quale dipende dalla frequenza. Per funzionare in modo assiale, la circonferenza deve essere uguale alla lunghezza d'onda. L'angolo di passo dovrebbe essere 13°, che corrisponde a una distanza di passo (distanza tra ogni avvolgimento e il successivo) pari a 0,23 volte la circonferenza, il che significa che la spaziatura tra gli avvolgimenti dovrebbe essere pari a circa un quarto della lunghezza d'onda, ossia {\displaystyle {\frac {\lambda }{4}}}. Il numero di avvolgimenti nell'elica determina quanto l'antenna sia direttiva: un numero maggiore di avvolgimenti migliora il guadagno nella direzione del suo asse a entrambe le estremità (o a una sola estremità quando viene utilizzato un piano di massa), al prezzo di diminuire il guadagno nelle altre direzioni. Quando C < λ essa funziona maggiormente in modo normale in cui le direzioni di maggior guadagno corrispondono, invece che alle estremità, a un diagramma a forma di ciambella intorno all'antenna.
L'impedenza ai terminali nel modo assiale è compresa tra 100 e 200 Ω ed è approssimativamente pari a:
{\displaystyle Z\simeq 140\left({\frac {C}{\lambda }}\right)}
dove C è la circonferenza dell'elica e λ è la lunghezza d'onda. L'adattamento di impedenza (quando C = λ) ai cavi coassiali standard da 50 75 Ω è spesso ottenuto mediante una sezione di stripline da un quarto d'onda che agisce da trasformatore di impedenza tra l'elica e la lamina che fa da piano di massa.
Il guadagno direttivo massimo è circa:
{\displaystyle {\text{Gain}}\simeq 15\left({\frac {C}{\lambda }}\right)^{2}\left({\frac {NS}{\lambda }}\right)}
dove N è il numero di avvolgimenti e S è la spaziatura tra gli avvolgimenti. La maggior parte delle progettazioni usa C = λ e S = 0,23C, pertanto il guadagno, tipicamente, è G = 3,45N.  In decibel, il guadagno è {\displaystyle G_{\text{dBi}}=10\log _{10}\left(3,45N\right)}.
La larghezza del fascio corrispondente a metà potenza è:
{\displaystyle {\text{HPBW}}\simeq {\frac {5}{2}}{{\frac {C}{\lambda }}{\sqrt {\frac {NS}{\lambda }}}}\ {\text{degrees}}}
La larghezza del fascio tra gli zeri è:
{\displaystyle {\text{FNBW}}\simeq {\frac {115}{C}}{\sqrt {\frac {\lambda ^{3}}{NS}}}\ {\text{degrees}}}
Il guadagno di un'antenna elicoidale dipende fortemente dal riflettore. Le formule classiche di cui sopra assumono che il riflettore abbia la forma di un risonatore circolare (una lamina circolare con un bordo) e l'angolo di passo è ottimale per questo tipo di riflettore. Tuttavia, queste formule sovrastimano il guadagno di diversi dB. Il passo ottimale che massimizza il guadagno per un piano di massa piatto è nell'intervallo 3–10° e dipende dal raggio del filo e dalla lunghezza dell'antenna.